# حسن خسروشاهی
حسن خسروشاهی (زادهٔ ۱۹۴۰) کارآفرین کانادایی-ایرانی است. او مدارک خود در دو رشتهٔ حقوق و اقتصاد از دانشگاه تهران دریافت کرد. وی فرزند علی خسروشاهی مؤسس شرکت صنعتی مینو و یکی از صنعت‌گران مهم ایران است. حسن خسروشاهی میراث‌دار مینو شد و وی این شرکت را تبدیل به بزرگ‌ترین و مشهورترین شرکت تولید صنایع خوراکی در ایران مثل بیسکویت، ویفر، شکلات، تافی، پفک و غیره کرد. سود حاصل از این شرکت تولیدی در سال ۱۳۵۷ بالغ بر ۳۵۰ میلیون دلار برآورد شده است. سپس پس از انقلاب اسلامی، در جریان مصادره اموال و دارایی‌ها، کارخانه‌ها و دیگر اموال وی مصادره شد.
خسروشاهی پس از انقلاب به ونکوور، کانادا رفت و شرکت فیوچر شاپ را بنیان‌گذاری کرد. او این فروشگاه را به بزرگ‌ترین فروشگاه زنجیره‌ای کانادا با ۹۰ شعبه و حدود ۸٫۰۰۰ کارمند تبدیل کرد و تبدیل به یکی از بزرگ‌ترین سرمایه داران آن کشور شد. او بعدها آن را به شرکت آمریکایی بست بای فروخت. دارایی خالص خسروشاهی در سال ۲۰۱۶، ۱٫۱۶ میلیارد دلار تخمین زده شده بود.

## اوایل زندگی
حسن خسروشاهی در سال ۱۹۴۰ در خانواده‌ای ثروتمند در تهران به دنیا آمد. پدرش، علی خسروشاهی، گروه صنعتی مینو را تأسیس کرد که در زمینه تولید دارو، لوازم آرایشی و بهداشتی، و پخش مواد غذایی فعالیت داشت و محصولات خود را با برندهای داخلی و تحت لیسانس برندهای بین‌المللی عرضه می‌کرد.
او تحصیلات خود را در ایران و انگلستان گذراند و مدرک حقوق و اقتصاد را از دانشگاه تهران گرفت. در سال ۱۹۶۱، در ۲۱ سالگی، به کسب‌وکار خانوادگی پیوست. در سال ۱۹۷۹، همزمان با انقلاب ۱۳۵۷، گروه صنعتی مینو ملی شد و خانواده خسروشاهی به دلیل ثروتشان مورد هدف قرار گرفتند. به همین دلیل، خانواده ایران را ترک کرد و در سال ۱۹۸۱ در ونکوور کانادا ساکن شد.
پس از مصادره اموالشان، در مورد محل زندگی سید روح‌الله خمینی، رهبر انقلاب، چندین نفر به باغ خسروشاهی در همان محل اشاره می‌کنند، از جمله اکبر هاشمی رفسنجانی که می‌گوید: «زمانی هم که [خمینی] به تهران آمدند، خانه‌ای که ما به آنجا می‌رفتیم و شما دیدید. بله، به همین شکل ساده بود اما وقتی به دو طرف این خانه نگاه می‌کنید، دو باغ بزرگ می‌بینید. یکی از این باغ‌ها، متعلق به خسروشاهی بود که ۱۴هزار متر وسعت و سه چهار قنات آب دارد. در این باغ چند ساختمان وجود دارد که امام با توصیه پزشکان (به خاطر ناراحتی قلبی که داشتند) به یکی از ساختمان‌ها که قدیمی بود، رفتند.»

## کار
خسروشاهی در سال ۱۹۸۲ در ونکوور شرکت این‌وست و زیرمجموعه‌اش، فیوچر شاپ شاپ، را تأسیس کرد. تا سال ۱۹۹۶، این شرکت به بزرگ‌ترین خرده‌فروشی کامپیوتر و لوازم الکترونیکی در کانادا تبدیل شد. تلاش برای گسترش در آمریکا ناموفق بود و زیان‌های قابل‌توجهی به همراه داشت. در سال ۲۰۰۱، فیوچر شاپ با مبلغ ۵۸۰ میلیون دلار کانادا به بست بای فروخته شد. در سال ۲۰۱۵، بست بای فعالیت فیوچر شاپ را متوقف کرد. این معامله نه تنها پایانی موفق برای فیوچر شاپ به‌عنوان برندی مستقل بود، بلکه فرصتی جدید برای خسروشاهی فراهم کرد تا به سوی فعالیت‌های اقتصادی دیگر حرکت کند.
پس از فروش فیوچر شاپ، او تمرکز خود را بر توسعه املاک، دارو، سرمایه‌گذاری و فعالیت‌های خیرخواهانه از طریق دفتر خانوادگی‌اش، پرسیس هولدینگز، معطوف کرد.
خسروشاهی در هیئت مدیره بانک کانادا و اداره پست کانادا فعالیت داشته، عضو کمیته اجرایی شورای کسب‌وکار بریتیش کلمبیا بوده و همچنین رئیس و عضو هیئت مدیره مؤسسه فریزر است.

## زندگی شخصی
خسروشاهی با نزهت خسروشاهی، که او نیز از خانواده‌ای ثروتمند ایرانی است، ازدواج کرده و دو فرزند دارند. دخترش، گلنار، شرکت رزرویر مدیا را تأسیس کرد که در زمینه صدور مجوز موسیقی فعالیت دارد. خسروشاهی در عمارتی در محله وست پوینت گری ونکوور زندگی می‌کند که در سال ۲۰۱۷ ارزش تخمینی آن ۴۵٫۷ میلیون دلار بود.
برادرزاده‌اش، دارا خسروشاهی، مدیرعامل اوبر است. برادرش، نصرالله خسروشاهی، یکی از معدود ایرانیانی است که در دادگاه لاهه برای خسارت‌های ناشی از انقلاب اسلامی غرامت دریافت کرده است.

## افتخارات
خسروشاهی در سال ۲۰۱۲، به دلیل فعالیت‌های کارآفرینی و خیرخواهانه، به دریافت نشان بریتیش کلمبیا مفتخر شد. او در ژوئن ۲۰۱۶، با درجه «عضو» به دریافت نشان کانادا، یکی از بالاترین افتخارات غیرنظامی کانادا، مفتخر شد.